# Линдил (Юта)
Линдил - город в округе Миллард, штат Юта, США. На 2016 год его население составляло 113 человек.

## Демография
По данным переписи 2000 года, в Линдиле проживало 39 семей из 134 человек в 45 домохозяйствах. Плотность населения — 11.6 чел/км².

### Расовый состав
- 89.55% белых
- 2.24% коренных американцев
- 5.97% остальных рас
- 2.24% от смешанных рас.

13.43% от всего населения — испаноязычные.

### Возрастной состав
Население города по возрастному диапазону распределяется следующим образом: 32.8%— жители младше 18 лет, 4.5%— между 18 и 24 годами, 23.9%— от 25 до 44 лет, 22.4% — от 45 до 64 лет и 16.4%— в возрасте 65 лет и старше. Средний возраст населения — 35 лет. На каждые 100 женщин в Линдиле приходится 100.0 мужчин, при этом на 100 совершеннолетних женщин приходится уже 91.5 мужчин сопоставимого возраста.

### Семейный состав
Население города по составу семьи распределяется следующим образом: 71.1% совместно проживающих супружеских пар (42.2% с детьми младше 18 лет); 6.7%— женщины, проживающие без мужей. 13.3% не имеют семьи. В среднем домашнее хозяйство ведут 2.98 человека, а средний размер семьи — 3.26 человека. В одиночестве проживают 13.3% населения, 4.4% составляют одинокие пожилые люди (старше 65 лет).

### Доходы
Средний доход домохозяйства в городе — $35,625, средний доход для семьи — $40,278.
Мужчины имеют медианный доход в $31,250 в год против $21,250 среднегодового дохода у женщин.
Доход на душу населения составляет $11,738.
11.1% семей и 7.5% населения проживают за чертой бедности, включая 13.0% жителей младше 18 лет и никого в возрасте 65 и старше.

## География
По данным Бюро переписи населения Соединенных Штатов, общая площадь города составляет 9.1 км².

## История
Линдил был построен как железнодорожный город в 1907 году, и фермерское хозяйство начало зарождаться здесь только в 1912 году.